# Poichilus fasciatus
Poichilus fasciatus är en tvåvingeart som beskrevs av Frey 1927. Poichilus fasciatus ingår i släktet Poichilus och familjen lövflugor. Inga underarter finns listade i Catalogue of Life.